# Championnat de Grèce de football
Le championnat de Grèce de football (ou Stoiximan Super League pour des raisons de parrainage avec Stoiximan), a été créé en 1927. Il s'agissait alors de play-off regroupant les champions régionaux. Le championnat national à poule unique fut créé en 1959 sous le nom d'Alpha Ethniki (en grec :  Α' εθνική).
En juillet 2006, le championnat prend le nom de Super League Elláda.

## Histoire

### Les débuts

#### Premières années de 1906 à 1914 - SEGAS (ΣΕΓΑΣ)

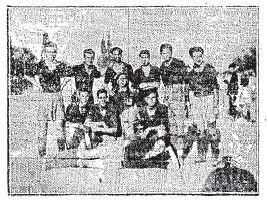
Le, champion en 1908, 1910 et 1913

Le football fait son apparition en Grèce en 1894. Jusqu'en 1922, il est organisé par la SEGAS (ΣΕΓΑΣ), l'association des corporations sportives grecques. Le premier championnat national est organisé en 1906, les participants étant alors Ethnikos Athinon, Panelinios et Pireikos. Les participants de ces premiers championnats sont basés dans la région de l'Attique.
| Saison | Champion           |
| ------ | ------------------ |
| 1906   | Ethnikos Athinon   |
| 1907   | Ethnikos Athinon   |
| 1908   | Goudi              |
| 1909   | Pireikos Syndesmos |
| 1910   | Goudi              |
| 1911   | P.O. Athinon       |
| 1912   | P.P. Omilos        |
| 1913   | Goudi              |
| 1914   | Athinaikos SP      |

#### Le championnat résiste malgré les guerres
En 1912, la SEGAS annule le championnat à cause des Guerres balkaniques et la Première Guerre mondiale mais un championnat indépendant se déroule et le Goudi Athènes conserve son titre en 1912-1913 et remporte trois autres championnats avant de perdre le titre lors de la saison 1915-1916 au profit du Panathinaïkos. En 1916-1917, c'est le petit club de la ville de Pireikos (Πειραϊκός) qui crée la surprise en s'adjugeant le titre.

#### Deuxième tentative en 1922-1923 - EPSE (ΕΠΣΕ)
Après les années de guerre, une nouvelle fédération est créée : l'association des corporations sportives : EPSE (ΕΠΣΕ). Elle prévoit d'organiser un nouveau championnat en 1922-1923. Pour la première fois, des clubs de Thessalonique doivent y participer, ce qui est finalement rendu impossible à cause de problèmes organisationnels et financiers. La compétition se résume alors à un match gagné par le Pireikos Syndesmos 3-1 contre l'Aris FC. La nouvelle fédération est dissoute la même année.

### Le championnat de 1927 à 1959

#### Les balbutiements du championnat (1927-1932)
La fédération actuelle de Grèce de football, EPO (ΕΠΟ), est créée le 14 novembre 1926. Le premier championnat de Grèce a lieu en 1927 jusqu'en 1928 et voit l'Aris FC remporter le premier championnat devant le PAOK Salonique ainsi que l'Iraklis Thessalonique, le Megas Alexandros, Atlantas et l'équipe du Thermaikos. Il faut attendre deux ans avant de voir le second championnat se jouer que dominera le Panathinaïkos en 1929-1930 et l'Olympiakós en 1930-1931. L'Aris Salonique remporte son deuxième championnat en 1931-1932 et est le premier club à remporter deux fois cette compétition.

#### L'Olympiakós domine (1932-1959)
Après le second titre du club de Thessalonique, le club du port d'Athènes conquit son second titre de champion en 1932-1933, un titre que le club ne lâchera plus pendant 5 saisons; à noter que lors de cette saison, le match du National Championship AEK Athènes/Aris FC ne fut pas joué à cause d'émeutes et ne fut pas rejoué car il n'influençait pas sur la suite du championnat. La saison 1934-1935 ne se déroule pas sur décision de la HFF qui voulait mieux préparer son équipe à la Coupe des Balkans.
L'AEK Athènes parvient à arracher le titre des mains de l'Olympiakós après la saison 1938-1939 et réussira à conserver l'année suivante avant que la Seconde Guerre mondiale éclate.
Le championnat reprend ses droits en 1945-1946; l'Aris s'impose mais ne garde qu'une année son titre avant que l'Olympiakós récupère le titre en 46-47. Mais Le Pirée doit laisser le titre au Panathinaïkos après la saison 1948-1949. La saison 1949-1950 en raison des besoins de l'équipe nationale pour une compétition continentale.
L'Olympiakós récupère son bien en 1950-1951 mais le championnat 1951-1952 ne se termine pas pour les besoins de l'équipe nationale aux Jeux Olympiques et pour les Jeux Méditerranéens. Le Pana remporte le championnat 1952-1953 avant que l'Olympiakós remporte le titre pendant six saisons.

### Le championnat national à poule unique

#### Le Panathinaïkos se réveille etKostas Nestoridisfait trembler les filets (1959-1965)
La saison 1959-1960 voit le sacre du Panathinaïkos après avoir battu l'AEK Athènes sur terrain neutre après que les deux équipes eurent le même nombre total de points après les 30 matchs de la saison. Cette saison voit aussi Kostas Nestoridis marqué 33 buts en une saison avec l'AEK plaçant très loin en seconde position Georgios Kamaras avec 19 buts. Le club du trèfle conserve son bien en 1960-1961 en finissant à 7 points de l'Olympiakós; Nestoridis conserve lui aussi son titre de meilleur buteur avec 27 réalisations. Cette saison verra justement l'AEK Athènes écoper de un point de pénalité, cela sera le départ de nombreuses affaires dans les championnats suivants.
En 1961-1962, le Pana fait la passe de trois en terminant premier devant l'Olympiakós à seulement trois petits points du champion; Kostas Nestoridis fait lui aussi la passe de trois en inscrivant 29 buts à la fin de la saison. L'AEK récupère le titre du Pana après une saison 1962-1963 haletante où les deux clubs à égalité de points se neutralisèrent en match de barrages 3–3 mais qui vit l'AEK remporté le titre grâce à une meilleure différence de buts; ce sera une consécration pour Nestoridis qui avec ses 23 buts finira pour la 4e fois de suite et dernière fois meilleur buteur du championnat.
En 1963-1964, le Panathinaikos est sacré championne devant l'Olympiakós qui trime mais qui n'arrive pas à reprendre le titre, le Pana conserve son titre l'année suivante en 1964-1965 devant l'AEK à trois points.

#### La compétition se resserre (1965-1989)

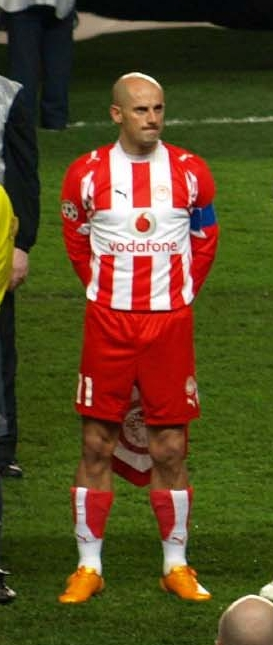
Predrag Đorđević ancien joueur du Olympiakos de 1996 à 2009

Après deux ans passés sous domination du Panathinaikos, l'Olympiakós remporte le championnat lors de la saison 1965-1966 après avoir coiffé au poteau le champion sortant avec un point d'avance; l'Olympiakós récidive en remportant la saison 1966-1967 cette fois devant l'AEK Athènes. L'AEK, justement, prend sa revanche et remporte le titre en 67-68 avec leur entraîneur Jenő Csaknády qui ne restera qu'un an. Le Pana reconquit le titre en 68-69 avec un impressionnante série de 4 défaite en 30 matchs.
En 69-70, le Panathinaikos remporte son deuxième titre consécutive ; cette saison est marquée par le scandale "Panachaiki" où le club sera pénalisé de 13 points après avoir tenté de truquer un match. En 1970-1971, l'AEK remporte le titre avant de le laisser la saison suivante au Panathinaikos mais l'Olympiakós reprend le titre en 1972-1973 et le garde jusqu'en 1976 où le PAOK Salonique fera la surprise d'être champion.
Le Panathinaikos et l'Olympiakós se livrent une guerre dans les saisons à venir où le Pana remportera la saison 1976-77 mais l'AEK vient s'initier dans la guerre en remportant deux fois de suites le championnat (1977-78 et 1978-79) avec la précieuses aides de Thomas Mavros qui inscrira 53 buts lors de ses deux saisons. L'Olympiakós reprend le dessus dans ce championnat et prend en otage le titre pendant de 1979 à 1983 ; au passage, la Grèce connaitra une nouvelle affaire de matchs truqués lors de la saison 1979-1980 qui verra l'Iraklis Salonique rétrogradé en seconde division.
Le championnat grec est marqué par la plus grande catastrophe de son histoire le 8 février 1981 au Stade Karaïskaki où un mouvement de foule de supporters du Pirée provoque la mort de 21 supporters et 55 blessés après la victoire de leur équipe contre l'AEK Athènes sur un score de 6-0. La raison de cette tragédie est que la porte 7 était fermée, les supporters furent écrasés et certains piétinés. Un premier bilan de 19 victimes dans le stade fut déploré avant que deux autres spectateurs décèdent lors de leur transfert à l'hôpital. Les victimes de ce massacre furent surtout des adolescents et des jeunes adultes. D'autres équipes du championnat grec rendirent hommage aux personnes ayant perdu la vie dans cet incident.
Le Pana remporte le titre en 1983-84 et en 1985-86, le PAOK viendra jouer les troubles faites en 1984-85 avec un titre de champion; l'Olympiakós est champion en 1986-87 et permettra à Níkos Anastópoulos de remporter un quatrième titre de meilleur buteur. En 1987-88, l'AEL Larissa et son joueur vedette Michalis Ziogas déjouent les pronostics et battent les grosses cylindrés du championnat.

#### Les années Athéniennes (1989-1996)
Pendant sept ans, le titre restera dans la capitale grecque. D'abord après la saison 1989-90 avec le Panathinaikos qui décroche la timbale devant son rival l'AEK Athènes, même histoire l'année suivante cette fois devant l'Olympiakós. À partir de 1991, c'est l'AEK qui s'approprie la supériorité nationale en remportant le championnat pendant trois ans grâce notamment à Vasilis Dimitriadis qui jouera un grand rôle dans les succès de l'équipe. Le Panathinaikos est sacré champion en 1994-95 à 16 points de son dauphin l'Olympiakós et à 21 du tenant du titre qui finira 5e.

#### L'Olympiakós: Roi de Grèce (1996-2006)
L'Olympiakós remporte le championnat 1996-97, c'est le début d'une longue aventure pour le club du port d'Athènes et Alexandros Alexandris qui finira meilleur buteur à 4 reprises. L'Olympiakós, reste invincible, cueillant les trophées chaque année et coiffant à trois points le Pana en 1997-98 et l'AEK à dix points en 98-99, ce sont les années Bajević.
Même si les entraîneurs se succèdent à la tête du club du Pirée, le club est inarrêtable et lors de la saison 99-2000 remporte 30 de ses 34 matchs ne concédant que deux matchs nul (2-2 sur son terrain contre le Panathinaïkos et 1-1 sur la pelouse de l'Ethnikos Asteras) et deux défaites (2-1 sur le terrain de l'OFI et 2-0 contre le Pana). L'Olympiakós écrase le championnat grec saison après saison avec des joueurs tels que Alexandros Alexandris ou Predrag Đorđević. En 2001-2002, le championnat retrouve son suspense avec un (nouveau) duel entre le tenant du titre et l'AEK Athènes qui s'achève par une nouvelle victoire du club du port d'Athènes qui remporte le championnat de justesse grâce à une meilleure différence de but (+39 contre +37). La saison 2002-2003 voit l'Olympiakós, le Pana et l'AEK se battre pour le titre tout au long de la saison et l'équipe entrainée par Srečko Katanec remporte son septième titre consécutif en tant que champion de Grèce de justesse grâce à une meilleure différence de buts sur le Panathinaïkos. À la fin de cette saison le club du PAS Giannina est relégué avec un total de -65 points à cause de dettes impayées envers plusieurs clubs (s'élevant à 900 000 €) qui ont conclu à un total de trois points de pénalités par match disputé sur décision de la ligue en avril 2003.
Cette série de sept titres pour l'Olympiakós est stoppée par le Panathinaikos entraîné par Itzhak Shum qui remportera le championnat avec deux points d'avance sur le tenant du titre. Malgré ce titre glané, le Pana n'arrive pas à instaurer une dynamique et ne conserve pas son titre lors de la saison 2004-2005, malgré les efforts de l'attaquant Theofanis Gekas, repris par l'Olympiakós.
Malgré cette contre-performance, l'Olympiakós repart de plus belle en remportant le titre de 2004-2005.

#### Superleague (2006-présent)

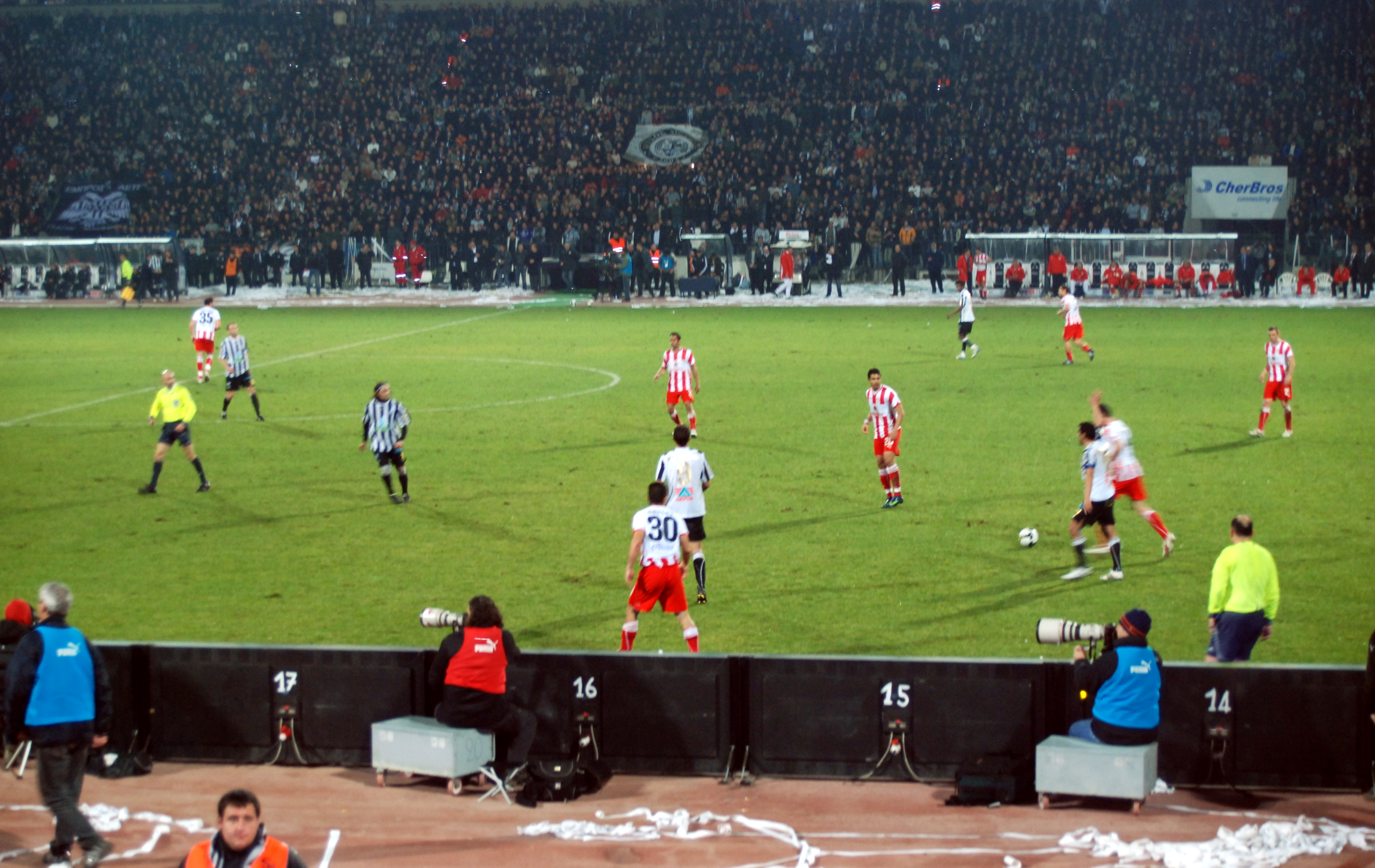
Match de championnat entre le PAOK Salonique et l'Olympiakós en 2009

La saison 2005-2006 est la dernière sous le nom de Alpha Ethniki et voit le sacre de l'Olympiakós mais cette saison se termine avec la relégation de l'Akratitos Liosion en Delta Ethniki (4e division) pour cause de faillite. L'Olympiakós commence la première saison sous le nom de Superleague avec un titre de champion avec neuf points d'avance sur le second l'AEK. La saison 2007-2008 voit un nouveau duel entre les deux équipes : l'Olympiakós gagne 1-0 face à l'AEK alors qu'au match retour ce sont les Kitrinomavroi (les jaunes et noirs) qui humilie 4-0 les hommes de Takis Lemonis; cette saison est marquée par le triplé des Kokkini  (les rouges) championnat-coupe et supercoupe, et par l'affaire Wallner où Roman Wallner jouera un match pour l'Apollon Kalamarias contre l'Olympiakós (qui s'achèvera par une victoire de Kalamarias 1-0) alors qu'il avait déjà joué pour deux équipes dans le championnat écossais cette saison ; Kalamarias perd ce match par tapis vert et prend un point de pénalité. L'Olympiakós n'a pas trop de soucis à conserver son titre en 2008-2009 avec huit points d'avance sur le PAOK Salonique.
La saison 2009-2010 voit un sacre du Panathinaikos, six ans après celui de 2003-2004, notamment grâce à Djibril Cissé recruté auprès de l'Olympique de Marseille qui inscrit 23 buts lors de cette saison, permettant au i tryffili (les trèfles) de remporter le championnat avec six points d'avance sur l'Olympiakós. Le championnat est endeuillé par le décès du joueur mexicain de l'AEL Larissa Antonio de Nigris qui décède dans la nuit du 14 au 15 décembre 2009 d'une crise cardiaque.
La saison 2010-2011 commence et l'Olympiakós et le Pana se tiennent au coude à coude. L'AEL Larissa joue le 21 novembre son dernier match dans l'enceinte du Alkazar Stadium contre le Panionios (0-1). L'équipe évolue donc pour la première fois dans son nouveau stade de l'AEL FC Arena le 5 décembre contre le PAOK (1-2).
Le samedi 18 décembre, le Panathinaikos affronte l'Olympiakos Volos et encaisse un but. Les supporters mécontents envahissent le terrain, obligeant l'arbitre à interrompre la partie pendant que les hooligans balancent des projectiles aux joueurs ainsi que des bombes agricoles. Le score n'évolue pas et certains supporters chassent les joueurs du terrain, les obligeant à rentrer aux vestiaires sous les sifflets et les insultes. La loge présidentielle de Níkos Patéras est aussi prise d'assaut par les supporters. Six jours plus tard, le Pana écope de deux matchs à huis clos et d'une amende de 71 500 €.
À la fin de la saison, l'Olympiakós remporte son 39e titre, effectuant même le doublé avec la coupe. Les 4 clubs classés de la 2e à la 5e place s'affrontent dans des matchs de barrage pour déterminer les places européennes.

## Rivalités

### Olympiakos/Panathinaïkos

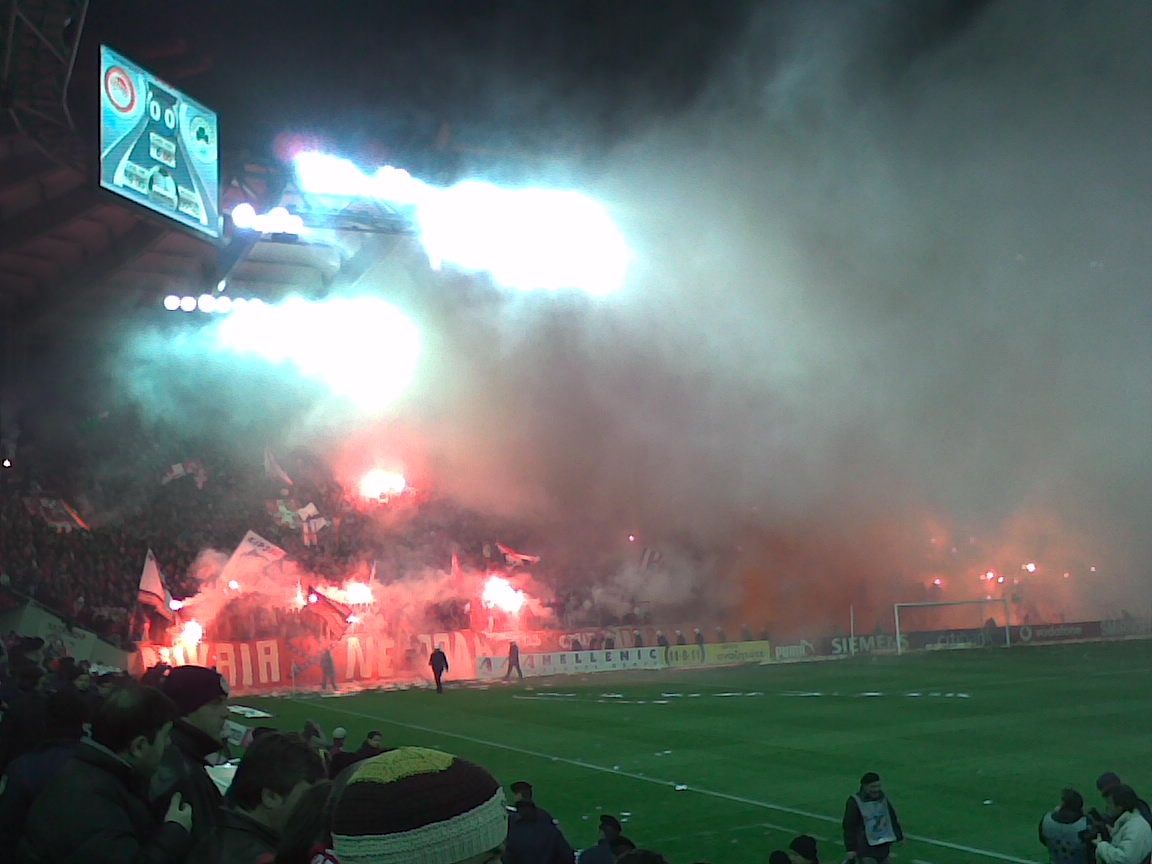
La porte 7 du Stade Karaïskaki lors du derby entre l'Olympiakós et le Panathinaïkos le 15 janvier 2006(3-2)

La plus grande rivalité du championnat grec est bien sûr celle entre le Panathinaïkos et l'Olympiakós appelé Derby des éternels ennemis (Derby of the Eternal Enemies en anglais et Ντέρμπι των αιωνίων αντιπάλων en grec) est le match le plus attendu dans la saison. C'est un des derbys les plus prestigieux dans le monde du football. Ce derby voit surtout s'opposer deux classes sociales et divisent la ville d'Athènes les soirs de match où le hooliganisme commence à monter depuis quelques années. Les affrontements avec les forces de l'ordre ou entre supporters rivaux sont monnaie courante lors des rencontres avec des lancers de fumigène. L'Olympiakós est celui qui a remporté le plus de fois cet affrontement avec 36 victoires contre 26 pour le Pana et 41 match nul.

### Olympiakos/PAOK
Après la rivalité avec le club du trèfle, le club du port d'Athènes a aussi pour ennemi le club du PAOK Salonique. La rivalité entre ces deux clubs s'explique par les tensions entre le nord et le sud de la Grèce ou encore de la ville d'Athènes et de Thessalonique. La rivalité a surtout pris de l'ampleur quand le joueur vedette du PAOK Giorgos Koudas allait être transféré pour l'Olympiakós en 1966 mais on ne sut jamais si le transfert avait été forcé ou qu'il avait accepté. Il commence à jouer des matchs amicaux avec Le Pirée mais la Dictature des colonels (et Costas Aslanidis qui commence à contrôler les transferts entre les équipes) oblige Koudas à aller faire son service militaire à Thessalonique. Il revient au PAOK mais les supporters nordistes furent frustrés de cette décision et cet incident a alimenté la rivalité.
Aujourd'hui, c'est l'Olympiakós qui a le plus remporté ce match avec 51 victoires contre 35 pour le PAOK et 19 nul.

## Palmarès
L'Olympiakós est le club le plus titré ; le club du Pirée, troisième ville du pays au nombre d'habitants et principal port d'Athènes, totalise 48 victoires dans le championnat grec. L'Olympiakós domine particulièrement la période 2000-2017 en remportant seize titres sur dix-sept. Suivent les deux clubs de la capitale Athènes : le Panathinaïkos avec 20 titres et l'AEK Athènes avec 13 titres. Deux clubs de Thessalonique, deuxième ville du pays, ont également remporté le titre. Il s'agit du PAOK Salonique et de l'Aris FC qui ont été champions respectivement à quatre et à trois reprises. Le sixième et dernier club vainqueur du championnat de Grèce est l'AEL Larissa basé dans la septième ville du pays, Larissa en Thessalie.

### Palmarès
| Saison    | Champion                            |
| --------- | ----------------------------------- |
| 1927-1928 | Aris FC (1)                         |
| 1928-1929 | Non jouée                           |
| 1929-1930 | Panathinaïkos (1)                   |
| 1930-1931 | Olympiakós (1)                      |
| 1931-1932 | Aris FC (2)                         |
| 1932-1933 | Olympiakós (2)                      |
| 1933-1934 | Olympiakós (3)                      |
| 1934-1935 | Non jouée                           |
| 1935-1936 | Olympiakós (4)                      |
| 1936-1937 | Olympiakós (5)                      |
| 1937-1938 | Olympiakós (6)                      |
| 1938-1939 | AEK Athènes (1)                     |
| 1939-1940 | AEK Athènes (2)                     |
| 1940-1941 | Non jouée (seconde guerre mondiale) |
| 1941-1942 | Non jouée (seconde guerre mondiale) |
| 1942-1943 | Non jouée (seconde guerre mondiale) |
| 1943-1944 | Non jouée (seconde guerre mondiale) |
| 1944-1945 | Non jouée (seconde guerre mondiale) |
| 1945-1946 | Aris FC (3)                         |
| 1946-1947 | Olympiakós (7)                      |
| 1947-1948 | Olympiakós (8)                      |
| 1948-1949 | Panathinaïkos (2)                   |
| 1949-1950 | Non terminée                        |
| 1950-1951 | Olympiakós (9)                      |
| 1951-1952 | Non terminée                        |
| 1952-1953 | Panathinaïkos (3)                   |
| 1953-1954 | Olympiakós (10)                     |
| 1954-1955 | Olympiakós (11)                     |
| 1955-1956 | Olympiakós (12)                     |
| 1956-1957 | Olympiakós (13)                     |
| 1957-1958 | Olympiakós (14)                     |
| 1958-1959 | Olympiakós (15)                     |
| 1959-1960 | Panathinaïkos (4)                   |
| 1960-1961 | Panathinaïkos (5)                   |
| 1961-1962 | Panathinaïkos (6)                   |
| 1962-1963 | AEK Athènes (3)                     |
| 1963-1964 | Panathinaïkos (7)                   |
| 1964-1965 | Panathinaïkos (8)                   |
| 1965-1966 | Olympiakós (16)                     |
| 1966-1967 | Olympiakós (17)                     |
| 1967-1968 | AEK Athènes (4)                     |
| 1968-1969 | Panathinaïkos (9)                   |
| 1969-1970 | Panathinaïkos (10)                  |
| 1970-1971 | AEK Athènes (5)                     |
| 1971-1972 | Panathinaïkos (11)                  |
| 1972-1973 | Olympiakós (18)                     |
| 1973-1974 | Olympiakós (19)                     |
| 1974-1975 | Olympiakós (20)                     |
| 1975-1976 | PAOK Salonique (1)                  |
| 1976-1977 | Panathinaïkos (12)                  |
| 1977-1978 | AEK Athènes (6)                     |
| 1978-1979 | AEK Athènes (7)                     |
| 1979-1980 | Olympiakós (21)                     |
| 1980-1981 | Olympiakós (22)                     |
| 1981-1982 | Olympiakós (23)                     |
| 1982-1983 | Olympiakós (24)                     |
| 1983-1984 | Panathinaïkos (13)                  |
| 1984-1985 | PAOK Salonique (2)                  |
| 1985-1986 | Panathinaïkos (14)                  |
| 1986-1987 | Olympiakós (25)                     |
| 1987-1988 | AEL Larissa (1)                     |
| 1988-1989 | AEK Athènes (8)                     |
| 1989-1990 | Panathinaïkos (15)                  |
| 1990-1991 | Panathinaïkos (16)                  |
| 1991-1992 | AEK Athènes (9)                     |
| 1992-1993 | AEK Athènes (10)                    |
| 1993-1994 | AEK Athènes (11)                    |
| 1994-1995 | Panathinaïkos (17)                  |
| 1995-1996 | Panathinaïkos (18)                  |
| 1996-1997 | Olympiakós (26)                     |
| 1997-1998 | Olympiakós (27)                     |
| 1998-1999 | Olympiakós (28)                     |
| 1999-2000 | Olympiakós (29)                     |
| 2000-2001 | Olympiakós (30)                     |
| 2001-2002 | Olympiakós (31)                     |
| 2002-2003 | Olympiakós (32)                     |
| 2003-2004 | Panathinaïkos (19)                  |
| 2004-2005 | Olympiakós (33)                     |
| 2005-2006 | Olympiakós (34)                     |
| 2006-2007 | Olympiakós (35)                     |
| 2007-2008 | Olympiakós (36)                     |
| 2008-2009 | Olympiakós (37)                     |
| 2009-2010 | Panathinaïkos (20)                  |
| 2010-2011 | Olympiakós (38)                     |
| 2011-2012 | Olympiakós (39)                     |
| 2012-2013 | Olympiakós (40)                     |
| 2013-2014 | Olympiakós (41)                     |
| 2014-2015 | Olympiakós (42)                     |
| 2015-2016 | Olympiakós (43)                     |
| 2016-2017 | Olympiakós (44)                     |
| 2017-2018 | AEK Athènes (12)                    |
| 2018-2019 | PAOK Salonique (3)                  |
| 2019-2020 | Olympiakós (45)                     |
| 2020-2021 | Olympiakós (46)                     |
| 2021-2022 | Olympiakós (47)                     |
| 2022-2023 | AEK Athènes (13)                    |
| 2023-2024 | PAOK Salonique (4)                  |
| 2024-2025 | Olympiakós (48)                     |

### Bilan
| Rang | Clubs          | Titre(s) | Année(s) |
| ---- | -------------- | -------- | --- |
| 1    | Olympiakós     | 48       | 1931, 1933, 1934, 1936, 1937, 1938, 1947, 1948, 1951, 1954, 1955, 1956, 1957, 1958, 1959, 1966, 1967, 1973, 1974, 1975, 1980, 1981, 1982, 1983, 1987, 1997, 1998, 1999, 2000, 2001, 2002, 2003, 2005, 2006, 2007, 2008, 2009, 2011, 2012, 2013, 2014, 2015, 2016, 2017, 2020, 2021, 2022, 2025 |
| 2    | Panathinaïkos  | 20       | 1930, 1949, 1953, 1960, 1961, 1962, 1964, 1965, 1969, 1970, 1972, 1977, 1984, 1986, 1990, 1991, 1995, 1996, 2004, 2010 |
| 3    | AEK Athènes    | 13       | 1939, 1940, 1963, 1968, 1971, 1978, 1979, 1989, 1992, 1993, 1994, 2018, 2023 |
| 4    | PAOK Salonique | 4        | 1976, 1985, 2019, 2024 |
| 5    | Aris Salonique | 3        | 1928, 1932, 1946 |
| 6    | AEL Larissa    | 1        | 1988 |

## Statistiques

### Joueurs les plus capés
|    | Joueurs             | Matches |
| -- | ------------------- | ------- |
| 1  | Mimis Domazos       | 536     |
| 2  | Nikos Nioplias      | 509     |
| 3  | Giorgos Koudas      | 504     |
| 4  | Thomas Mavros       | 501     |
| 5  | Savvas Kofidis      | 493     |
| 6  | Mimis Papaioannou   | 480     |
| 6  | Stathis Chaitas     | 480     |
| 8  | Giorgos Skartados   | 478     |
| 9  | Georgios Georgiadis | 476     |
| 10 | Dinos Kouis         | 473     |

### Meilleurs buteurs
|    | Joueurs                | Buts |
| -- | ---------------------- | ---- |
| 1  | Thomas Mavros          | 260  |
| 2  | Krzysztof Warzycha     | 245  |
| 3  | Mimis Papaioannou      | 234  |
| 4  | Giorgos Sideris        | 224  |
| 5  | Antonis Antoniadis     | 187  |
| 6  | Alexandros Alexandris  | 186  |
| 7  | Dimitris Saravakos     | 186  |
| 8  | Giorgos Dedes          | 181  |
| 9  | Níkos Anastópoulos     | 179  |
| 10 | Michalis Kritikopoulos | 175  |

Les saisons et classements ne sont pris en compte qu'à partir de la saison 1959-1960 (date où le championnat devient "national" avec une poule unique).

### Podiums
Nombre de fois où le club termine à la 1re, 2e ou 3e place du championnat (titre 2022 de l'Olympiakós et place de dauphin du PAOK inclus).
| Club                  | 1re place | 2e place | 3e place |
| --------------------- | --------- | -------- | -------- |
| Olympiakós            | 48        | 15       | 10       |
| Panathinaïkos         | 20        | 14       | 15       |
| AEK Athènes           | 13        | 16       | 14       |
| PAOK Salonique        | 4         | 6        | 7        |
| AEL Larissa           | 1         | 1        | –        |
| Áris FC               | 3         | 1        | 4        |
| OFI Héraklion         | –         | 1        | 2        |
| Paniónios             | –         | 1        | 1        |
| Apollon Smyrnis       | –         | –        | 1        |
| Iraklis Thessalonique | –         | –        | 1        |

### Saisons passées enSuperleague
Ce tableau présente, pour chaque club, le nombre de saisons passées en première division depuis l'apparition de la poule unique.
À l'issue de la saison 2021-2022, on dénombre 68 clubs ayant évolué en première division depuis l'apparition de la poule unique.
L'Olympiakós, le Panathinaïkos et le PAOK Salonique ont passé 63 saisons en première division et n'ont jamais été relégués.
Les clubs évoluant en première division lors de la saison 2021-2022 sont indiqués en gras.
| Saisons en D1 | Clubs |
| ------------- | --- |
| 63            | Olympiakós, Panathinaïkos, PAOK Salonique |
| 61            | AEK Athènes |
| 59            | Paniónios |
| 57            | Áris FC |
| 53            | Iraklis |
| 44            | OFI Crète |
| 42            | Apollon Smyrnis |
| 36            | Ethnikós Le Pirée |
| 31            | AEL Larissa |
| 30            | AO Xanthi |
| 26            | Panachaïkí, PAS Giannina |
| 24            | Panserraikos |
| 23            | AO Aigáleo |
| 21            | Dóxa Dráma, Atromitos |
| 20            | Apollon Kalamarias |
| 19            | AO Kavala |
| 18            | Levadiakos |
| 17            | Veria, Ionikos |
| 16            | Pierikos |
| 15            | AO Proodeftiki, Asteras Tripolis |
| 11            | Panetolikós |
| 10            | Kastoria |
| 9             | Athinaïkós, Olympiakos Volos, Ergotelis |
| 8             | Kerkyra |
| 7             | Fostiras, Kalamata, Paniliakos, Trikala |
| 6             | Panegialios, Niki Volos, Panthrakikos, Platanias La Canée |
| 5             | Edessaikos, Korinthos, PAS Lamía |
| 4             | Vyzas, Ethnikos Asteras, Rhodes, Kallithéa, Akratitos |
| 3             | Panelefsiniakos, Diagoras, Olympiakos Nicosie, AEL Kallonis, Volos FC |
| 2             | AO Chalkidon (el) |
| 1             | Makedonikos, APOEL Nicosie*, Pancorinthiakos, Olympiakos Chalkidas, AO Chalkida (el), Megas Alexandros Katerini, Naoussa, Thermaïkos, Thrasývoulos, Atromitos Le Pirée (el), Larnaca, AE Nikaia, Omonia Nicosie, AEL Limassol |

- NB : Lors de la saison 1973-1974, l'APOEL Nicosie n'est pas reléguée, mais se voit forcée de jouer dans le championnat chypriote à la suite de l'invasion de Chypre par les Turcs.

### Meilleurs buteurs par saison
Plusieurs joueurs sont titrés meilleur buteur du championnat grec à plusieurs reprises. Parmi eux, on compte les Grecs Kostas Nestoridis avec quatre titres dans les années 1960 puis Antonis Antoniadis avec cinq titres dans les années 1970, et Níkos Anastópoulos avec quatre titres dans les années 1980. Deux autres buteurs totalisent ensuite quatre titres : Thomas Mavros entre 1978 et 1990, et Alexandros Alexandris jusqu'au début des années 2000.
Depuis la saison 1959-1960, le premier meilleur buteur non-grec est le Yougoslave Dušan Bajević en 1980. Le Polonais Krzystof Warzycha s'adjuge le titre à trois reprises dans les années 1990. Depuis les buteurs étrangers se distinguent avec notamment le Brésilien Giovanni de Oliveira, les Argentins Ismael Blanco et Luciano Galletti, et le Français Djibril Cissé.

## Compétitions européennes

### Palmarès continental
Le tableau suivant récapitule le palmarès du football grec dans les principales coupes d'Europe organisées par l'Union des associations européennes de football (UEFA) ; la Coupe Intertoto (organisée par l'UEFA entre 1995 et 2008) n'est pas prise en compte dans ce tableau. Les clubs en gras indiquent les succès en finale, le reste correspond aux défaites subies en finale continentale.
| Coupe des clubs champions (1955-1992) Ligue des champions (depuis 1992) | Coupe des vainqueurs de coupe (1961-1999)               | Coupe des villes de foires (1955-1971) Coupe UEFA (1971-2009) Ligue Europa (depuis 2009) | Ligue Conférence (depuis 2021) |
| ----------------------------------------------------------------------- | ------------------------------------------------------- | ---------------------------------------------------------------------------------------- | ------------------------------ |
| Panathinaïkos (finale 1971)                                             | PAOK Salonique, Olympiakós (quart de finale 1974, 1993) | AEK Athènes (demi-finale 1977)                                                           | Olympiakós (vainqueur 2024)    |

### Classement du championnat
Le tableau ci-dessous récapitule le classement de la Grèce au coefficient UEFA depuis 1960. Ce coefficient par nation est utilisé pour attribuer à chaque pays un nombre de places pour les compétitions européennes ainsi que les tours auxquels les clubs doivent entrer dans la compétition.
| 1960 | 1961 | 1962 | 1963 | 1964 | 1965 | 1966 | 1967 | 1968 | 1969 | 1970 | 1971 | 1972 | 1973 | 1974 | 1975 | 1976 | 1977 | 1978 | 1979 | 1980 | 1981 | 1982 | 1983 | 1984 | 1985 | 1986 | 1987 | 1988 | 1989 | 1990 | 1991 | 1992 |
| ---- | ---- | ---- | ---- | ---- | ---- | ---- | ---- | ---- | ---- | ---- | ---- | ---- | ---- | ---- | ---- | ---- | ---- | ---- | ---- | ---- | ---- | ---- | ---- | ---- | ---- | ---- | ---- | ---- | ---- | ---- | ---- | ---- |
| 25   | 25   | 23   | 25   | 23   | 23   | 23   | 24   | 24   | 20   | 21   | 21   | 19   | 17   | 18   | 17   | 20   | 18   | 16   | 20   | 19   | 18   | 22   | 23   | 22   | 20   | 17   | 18   | 17   | 17   | 21   | 20   | 16   |
| 1993 | 1994 | 1995 | 1996 | 1997 | 1998 | 1999 | 2000 | 2001 | 2002 | 2003 | 2004 | 2005 | 2006 | 2007 | 2008 | 2009 | 2010 | 2011 | 2012 | 2013 | 2014 | 2015 | 2016 | 2017 | 2018 | 2019 | 2020 | 2021 | 2022 | 2023 | 2024 | 2025 |
| 15   | 11   | 12   | 9    | 9    | 8    | 8    | 9    | 8    | 6    | 6    | 7    | 8    | 8    | 15   | 14   | 12   | 12   | 11   | 10   | 12   | 12   | 13   | 14   | 14   | 15   | 14   | 18   | 20   | 15   | 20   | 15   | 12   |

Le tableau suivant affiche le coefficient actuel du championnat grec.
| Rang | Pays     | 2020-2021 | 2021-2022 | 2022-2023 | 2023-2024 | 2024-2025 | Coefficient |
| ---- | -------- | --------- | --------- | --------- | --------- | --------- | ----------- |
| 10   | Turquie  | 3,100     | 6,700     | 11,800    | 12,000    | 10,300    | 43,900      |
| 11   | Norvège  | 6,500     | 7,625     | 5,750     | 8,000     | 11,812    | 39,687      |
| 12   | Grèce    | 5,100     | 8,000     | 2,125     | 11,400    | 12,687    | 39,312      |
| 13   | Autriche | 6,700     | 10,400    | 4,900     | 4,800     | 9,650     | 36,450      |
| 14   | Écosse   | 8,500     | 7,900     | 3,500     | 6,400     | 9,250     | 35,550      |

### Coefficient UEFA des clubs
| Rang | Club           | 2020-2021 | 2021-2022 | 2022-2023 | 2023-2024 | 2024-2025 | Coefficient |
| ---- | -------------- | --------- | --------- | --------- | --------- | --------- | ----------- |
| 37   | Olympiakós     | 10,000    | 8,000     | 3,000     | 17,000    | 18,500    | 56,500      |
| 52   | PAOK Salonique | 5,000     | 13,000    | 1,500     | 15,000    | 7,750     | 42,250      |
| 111  | Panathinaïkós  | -         | -         | 2,000     | 3,000     | 11,000    | 16,000      |
| 160  | AEK Athènes    | 3,000     | 1,500     | -         | 3,000     | 2,000     | 9,500       |

## Retransmission
La chaine de télévision Nova Sports possède les droits de diffusion pour 14 des 16 équipes du championnat et a déboursé environ 176 millions d'euros pour les droits jusqu'en 2014.
Ensuite la chaine NET (deuxième chaine du groupe Ellinikí Radiofonía Tileórasi) retransmet les matchs à domicile de l'Olympiakós et du Skoda Xanthi.